# 南郢社区
南郢社区,中国安徽省合肥市肥西县上派镇的一个社区。南郢社区西邻派河社区，北邻卫星社区，东邻肥光村。总面积1.46平方公里，总人口1.8万人，其中农业人口4.5千人。社区办公室位于包公路232号。邮政编码231200。

## 历史沿革
2005年6月，原南郢村与包公路居委会合并为南郢社区。

## 教育
社区内有肥西县职业卫生学校、肥西第二中学、肥西县上派镇第二小学等教育机构。